# Distretto di Wanne
Il distretto di Wanne (in tedesco Stadtbezirk Wanne) è uno dei distretti in cui è suddivisa la città tedesca di Herne.

## Geografia antropica
Il distretto di Wanne si divide nei quartieri (Stadtteil) di Baukau Ovest, Unser Fritz/Crange e Wanne.